# Nick Muszynski
Nick Muszynski (Pickerington, 19 november 1998) is een Amerikaans basketballer.

## Carrière
Muszynski speelde collegebasketbal voor de Belmont Bruins van 2018 tot 2022. Hij werd niet gekozen in de NBA draft van 2022. Hij tekende zijn eerste profcontract bij de Poolse eersteklasser Astoria Bydgoszcz waar hij in november 2022 vertrok. Hij tekende in januari 2023 bij VfL Kirchheim Knights en aan het einde van het seizoen verlengde hij zijn contract voor het seizoen 2023/24. In oktober 2024 tekende hij bij de Portland Trail Blazers maar zijn contract werd weer ontbonden en hij tekende bij hun opleidingsploeg de Rip City Remix uit de NBA G League waar hij speelde tot in januari 2025 toen zijn contract ook daar ontbonden werd.
In de zomer van 2025 speelde hij voor het Nieuw-Zeelandse Wellington Saints. Voor het seizoen 2025/26 tekende hij bij de Belgische eersteklasser Limburg United.